# Staryj Uhryniv
Staryj Uhryniv (in ucraino Старий Угри́нів?; in russo Ста́рый Угри́нов?, Staryj Ugrinov) è un centro abitato dell'Ucraina.